# Jürgen Gmehling
Jürgen Gmehling (* 13. Januar 1946 in Duisburg) ist emeritierter Professor für Technische Chemie an der Carl von Ossietzky Universität Oldenburg.

## Biografie
Seine Laufbahn begann er mit einer beruflichen Ausbildung als Chemielaborant bei der Duisburger Kupferhütte, bevor er erst Chemieingenieurwesen an der Ingenieurschule Essen und dann Chemie an den Universitäten in Dortmund und Clausthal studierte. Das Chemie-Diplom erhielt er 1970 von der Universität Dortmund und den Doktortitel (Dr. rer. nat., Anorganische Chemie) 1973. Danach arbeitet er als Wissenschaftlicher Mitarbeiter am Lehrstuhl für Reaktionstechnik im Fachbereich Chemieingenieurwesen der Universität Dortmund, später als Privatdozent und außerordentlicher Professor nach seiner Habilitation 1982. 1977 bis 1978 verbrachte Gmehling ein Jahr bei Professor John M. Prausnitz in Berkeley, USA.
1989 wurde Gmehling zum ordentlichen Professor der Technischen Chemie an die Carl von Ossietzky Universität Oldenburg berufen. Dort war er im Institut für Reine und Angewandte Chemie (IRAC) bis zu seinem Ruhestand im Jahre 2011 tätig.

## Forschungsgebiete
Schwerpunkt seiner Arbeit ist die Verfahrensentwicklung. Dabei bilden die Arbeiten an Software zur Prozesssynthese und Prozesssimulation, sowie die Messung, Sammlung und Abschätzung von (im Wesentlichen) thermophysikalischen Stoffeigenschaften die wichtigsten Teilbereiche. Die folgende Liste führt etliche der Arbeitsthemen kurz und knapp auf, ist jedoch keinesfalls vollständig.

### Messungen
- Phasengleichgewichtsdaten (Dampf-Flüssigkeit-Gleichgewichte[1], Flüssig-Flüssiggleichgewichte, Fest-Flüssig-Gleichgewichte[2], Gaslöslichkeiten, Mischungswärmen, Aktivitätskoeffizienten[3] u. a. m.)
- Reinstoffdaten (Phasenübergangswärmen, Dampfdrücke, Dichten, Viskositäten)
- Reaktionskinetik (heterogene Katalyse)

### Datensammlungen
Gmehling begann in den 1970er Jahren mit der systematischen Auswertung der wissenschaftlichen Literatur mit dem Ziel, eine Datenbank für Dampf-Flüssigkeit-Gleichgewichte aufzubauen. Die thermodynamischen Daten wurden für die Entwicklung einer neuen Methode zur Abschätzung von Aktivitätskoeffizienten namens UNIFAC verwendet. Diese Datenbank wurde weiter entwickelt und ist heute unter der Bezeichnung Dortmunder Datenbank bekannt.

### Modellentwicklung
Gmehling entwickelte mit seinen Mitarbeitern und Kooperationspartnern, insbesondere Åge Fredenslund von der Technischen Universität in Lyngby, Dänemark, Modelle zur Abschätzung diverser thermodynamischer und thermophysikalischer Daten:
- Aktivitätskoeffizientenmethoden wie UNIFAC[5][6] (siehe auch Gruppenbeitragsmethoden) und Erweiterungen. Für diese Arbeiten wurde ein Industriekonsortium ins Leben gerufen, in dem sehr viele namhafte deutsche und internationale Konzerne vertreten sind.
- Zustandsgleichungen[7]
- gE-Modelle
- Vorhersage von Reinstoffeigenschaften

### Softwareentwicklung
Wesentliche Entwicklungen sind neben den Implementierungen der selbstentwickelten Methoden auch
- ein Expertensystem[8] bspw. zur Hilfsmittelauswahl für die azeotrope und extraktive Rektifikation.
- Parameteranpassungsprogramme für gE-Modelle und viele Reinstoffgleichungen

### Weitere Arbeiten
Gmehling arbeitet auch an der Erforschung und Optimierung chemischer Produktionsverfahren wie beispielsweise reaktive Rektifikation und an Membranprozessen.

## Auszeichnungen

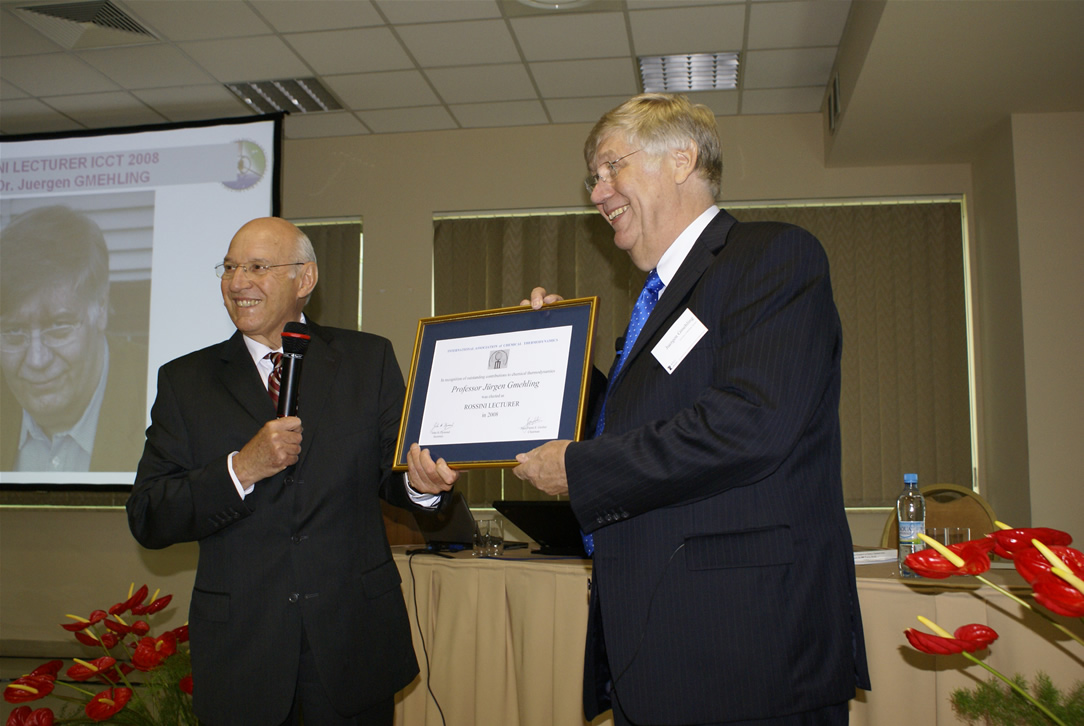
Jürgen Gmehling (rechts) nimmt den Rossini Lectureship Award entgegen, Internationale Tagung für chemische Thermodynamik (ICCT), Warschau 2008

- 1982: Arnold-Eucken-Preis von der GVC (VDI-Gesellschaft Verfahrenstechnik und Chemieingenieurwesen)
- 2008: „Rossini Lectureship Award“ auf der 20. Internationalen Tagung für Chemische Thermodynamik verliehen. Dieser Preis wird vom Vorstand der „International Association of Chemical Thermodynamics“ (Internationaler Verband chemischer Thermodynamik, abgekürzt IACT), dem Veranstalter der zweijährlich durchgeführten Tagung, für bedeutende Beiträge zur chemischen Thermodynamik vergeben. Ein wichtiger Teil der Preisverleihung ist die „Rossini Lecture“ (Vortrag), die der Preisträger hält.
- 2010: Gmelin-Beilstein-Denkmünze[9]
- 2012: Emil Kirschbaum-Medaille[10]

- 2020 Katz Award der GPA (Gas Processor Association) Midstream Association.[11]

## Firmengründungen
Gmehling hat zwei Firmen gegründet:
- Die DDBST GmbH wurde 1989 gegründet, um die Arbeit an der Dortmunder Datenbank fortführen zu können.
- Die LTP GmbH wurde 1999 gegründet. Ihr Hauptarbeitsfeld ist die experimentelle Bestimmung von thermophysikalischen Stoffdaten.

## Veröffentlichungen
Gmehling hat neben zahllosen wissenschaftlichen Artikeln auch einige Bücher veröffentlicht. Neben Lehrbüchern zur Thermodynamik zu Grundoperationen und zur Technischen Chemie sind es vor allen Dingen gedruckte Datensammlungen, die von der DECHEMA in der Chemistry Data Series und vom Wiley-VCH-Verlag (Azeotropic Data) veröffentlicht wurden. Diese Datensammlungen sind allesamt per Software erzeugte Auszüge aus der Dortmunder Datenbank.

## Gutachtertätigkeit
Gmehling ist Mitherausgeber von drei wissenschaftlichen Zeitschriften und Gutachter bei etlichen anderen. Für die Deutsche Forschungsgemeinschaft sowie für die tschechische, finnische und die slowenische Forschungsgemeinschaft übt er ebenfalls gutachterliche Tätigkeiten aus.